# Йозеф Руппрехт
Йозеф Губерт Руппрехт (нім. Josef Hubert Rupprecht; 26 березня 1897, Аугсбург, Німецька імперія — 19 грудня 1952, табір Асбест, Свердловська область, РРФСР) — німецький офіцер, генерал-майор вермахту.

## Біографія
Син залізничного інспектора Губерта Руппрехта і його дружини Анни, уродженої Шефер. Учасник Першої світової війни. Після демобілізації армії залишений у рейхсвері. З 1 вересня 1938 року — референт 4-го відділу (транспорт) генштабу люфтваффе. З 30 червня 1941 року — офіцер для особливих доручень при штабі ОКВ в Юберзе. З 14 березня 1942 року — командир 673-го піхотного полку. 21 січня 1943 року відправлений у резерв ОКГ. З 17 лютого 1943 року — командир 145-го піхотного полку. 25 червня 1943 року знову відправлений у резерв ОКГ. З 10 липня 1943 року — при генералі-командувачі силами безпеки і командувачі тиловим районом групи армій «Південь», з 9 жовтня 1943 року — при командувачі вермахтом в Україні. З 15 жовтня 1943 року — комендант 607-ї польової комендатури в Білорусі, потім в Курляндії. 13 травня 1945 року взятий в радянський полон в Курляндії. Відмовився співпрацювати з НКВС і Союзом німецьких офіцерів. Утримувався в численних таборах НКВС. Помер у таборі. Офіційна причина смерті — серцева недостатність.

## Сім'я
15 жовтня 1938 року одружився з Анною Доблер. В шлюбі народились син і 2 дочки.

## Звання
- Доброволець (10 серпня 1914)
- Єфрейтор (15 жовтня 1914)
- Унтерофіцер (18 листопада 1914)
- Фанен-юнкер (1 лютого 1915)
- Фенріх (25 жовтня 1915)
- Лейтенант (23 січня 1916)
- Оберлейтенант (31 липня 1925)
- Гауптман (1 квітня 1931)
- Майор (1 січня 1936)
- Оберстлейтенант (1 січня 1939)
- Оберст (1 січня 1941)
- Генерал-майор (1 січня 1945)

## Нагороди
- Залізний хрест
  - 2-го класу (22 лютого 1916)
  - 1-го класу
- Орден «За заслуги» (Баварія) 4-го класу з мечами (1 жовтня 1916)
- Нагрудний знак «За поранення» в чорному — за поранення, отримане 18 грудня 1914 року.
- Почесний хрест ветерана війни з мечами
- Медаль «За вислугу років у Вермахті» 4-го, 3-го, 2-го і 1-го класу (25 років)
- Застібка до Залізного хреста
  - 2-го класу (23 травня 1940)
  - 1-го класу (12 липня 1942)
- Штурмовий піхотний знак в сріблі (1 березня 1943)
- Хрест Воєнних заслуг 2-го класу з мечами (30 січня 1944)